# Harry Lindquist
Carl Harry Samuel Lindquist, född 26 mars 1905, död 24 november 1989, var en svensk kristen författare, tidningsredaktör och bokförläggare. 

## Biografi
Harry Lindquist föddes i Gävle 1905. Han grundade 1929 Harriers bokförlag AB och 1960 Svenska tryckcentralen. Från 1961 ägde och drev han även Bröderna Lagerström tryckeri AB. Harry Lindquist skrev böcker (predikningar) och översatte litteratur, som han utgav på det egna förlaget.
Sam Gullberg (1909–1943) hade 1937 grundat Tidning för hemmet och familjen, som 1939 övertogs av Harriers bokförlag och Harry Lindquist. 1942 förkortades titeln till Hemmet och familjen. 1953 köpte Lindquist upp Svenska Journalen (grundad 1925 av Nils Ekberg) och slog samman de båda veckotidningarna under dubbelnamnet Svenska Journalen : Hemmet och familjen. Lindquist stod kvar som ansvarig utgivare till 1979, men redaktörskapet övergick på Sven Svenson. Harry Lindquist grundade tidningens läkarmission och hjälpverksamhet. Titeln ändrades 1960 till enbart Svenska Journalen.
Harriers bokförlag utgav även jultidningarna När julljusen tändas (1936–1952) och God helg (1938–1951) och boktidskriften Vi alla – som vill framåt (1945–1946).
Harry Lindquist tog initiativet till vänliga veckan år 1946.
Han gifte sig 1931 med Margit Samuelsson, som avled 1958, och 1965 med Maj-Britt Skoog. Han tilldelades Jordaniens Självständighetsorden (JordSjO).

## Skrifter
- Fäll icke modet, predikan (1929)
- Guds aga (1929)
- Rik inför Gud (1929)
- Hjärtekristendom (1930)
- Livsrikedom - livsglädje (1933)
- Storstadens son (1934)
- En människa vaknar (1935)
- Livet är en morgon (1941)
- Lyckan väntar på dig (1943)
- Lev i dag (1940)
- Hur gör man livet ljusare? (1944)
- En berättelse att läsa och beakta (1944)
- Även i dag lyser solen (1945)
- Program för en lyckodag (1946)
- Ett nytt sätt att leva (1948)
- Livet börjar i dag (1959)
- Mod, trygghet, glädje, hälsa (1964)
- Att också tänka med hjärtat (1966)
- Hur minus kan bli plus : ett urval artiklar ur boken Redan i dag och serien i Svenska journalen Hur man blir god vän med livet (1966)
- Att leva gott tillsammans : en bok om hur man lättar livets bördor för varandra (1967)
- Ja till en positiv livssyn (1967)
- Att lätta livets bördor (1968)
- Att älska rikt - och handla stort : en bok om hur man kommer på god fot med sig själv och sin omgivning (1970)
- Svaret (1974)
- Harry Lindquist och Hilding Söderholm (red.), Dessa bibelord har hjälpt mig : frälsningsofficerare i Sverige och Finland ger oss här ett antal bibelord för varje dag under året (1976, flera senare utgåvor)
- Kung eller slav : en kärleksförklaring till en medmänniska (1976)
- Framtiden är din vän : hur man gör sig fri från bekymmer och får mer uträttat : en bok om hur positiv livsåskådning fungerar och skapar framgång (1979)
- Vårt behov av trygghet : bibelord (1980)
- Du är dubbelt så bra som du tror : tänk stort och dina handlingar skall växa, tänk smått och du kommer att misslyckas (1982)
- Säg ja till framtiden : idéer som kan förändra världen (1985, självbiografisk)

## Översättningar
- S. Pennel, Det stora provet (1933)